# Гелена Скірмунт
Гелена (Хелена) Скірмунт (5 листопада 1827, Колодне Пінського повіту, нині Столінський район — 1 лютого 1874) — білоруська художниця і скульпторка з роду Скірмунтів.

## Біографія

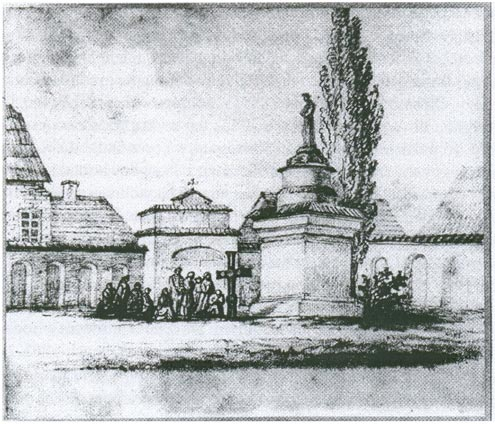
Хрест перед францисканським костелом у Пінську

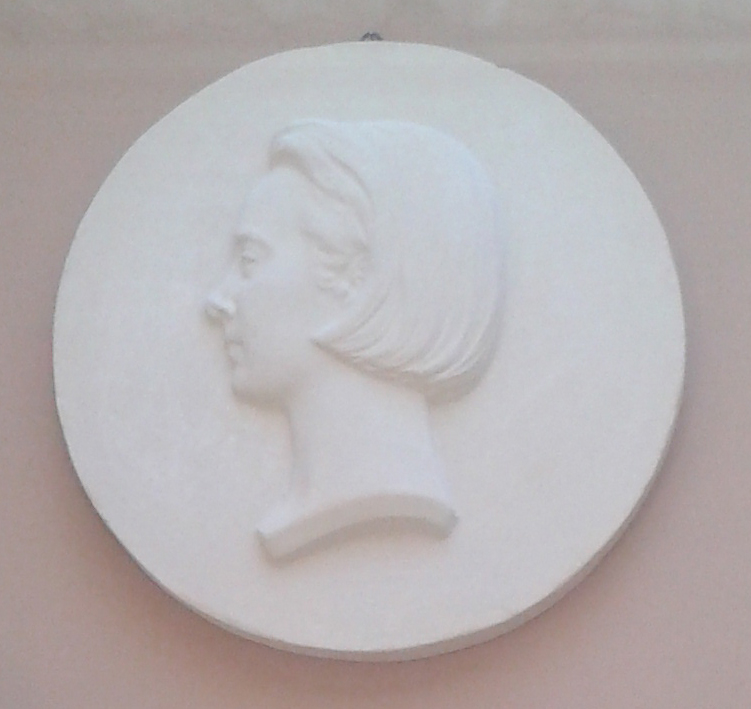
Автопортрет, який зберігається у Вільнюській картинній галереї

Народилася в сім'ї пінського повітового хорунжого (1814—1817) і маршалка (1823—1829) Александра Скірмунта (1794—1847) і Гартензії О́рди, котрі одружилися в 1825 році. Племінниця Наполеона Орди. Її батько володів значними земельними володіннями в Пінському повіті: маєток Колодне в 1814 році налічував 118 ревізьких душ; маєток Рухч в 1834 налічував 621 душу, а в 1841—817.
Почала вчитися мистецтву у Вільнюсі у Вікентія Дмоховського. У 1844—1845 подорожувала по Європі, була в Берліні, Парижі. Писала портрети, пейзажі, ікони для церков. Як скульпторка виконала багато розп'ять, медальйони з портретами, у тому числі Йоахима Лелевеля, Юзефа Крашевського.
У 1863 за спробу доставити депешу Ромуальду Траугутту була заарештована і вислана в Тамбов. Чоловіка її вислали в Кострому, пізніше він добився возз'єднання з дружиною. Навесні 1867 року їм дозволили повернутися на Полісся, однак через кілька місяців Казимира Скірмунта вислали в Балаклаву в Криму. У 1869 році туди ж відправили й Гелену.
В останні роки життя працювала в історичному жанрі (гіпсові макети «Міндовг», «Гедимін», історичні шахи у вигляді війська Яна III Собеського і турків тощо). Вела щоденник, який частково опублікував Броніслав Залеський разом з листами під назвою «3 життя литвинки, 1827—1874» (1876).
У 1872 році її здоров'я погіршилося, вона захворіла на дифтерію, поїхала лікуватись у Європу. Померла 1874 року в Парижі. У 1875 році родичі добилися права перевезти її прах на батьківщину; поховано Гелену Скірмунт у Пінську.

## Родина
У 21 рік одружилася зі своїм далеким родичем, архітектором Казимиром Скірмунтом. У шлюбі з ним народила 4 дітей:
- Станіслав (1857—1921), мандрівник, директор управління лісами в Судані, власник садиби в Хартумі.
- Ірена (1851—1905), жила у Варшаві, дружина Т. Ольшевського.
- Констанція (1851—1933), відома польська публіцистка, історикиня.
- Казимира Броніслава (1865—1938), дружина Казимира Ігната Ромера (1848—1921), власника маєтку в Ямполі.